# Aleurocanthus leptadeniae
Aleurocanthus leptadeniae là một loài côn trùng cánh nửa trong họ Aleyrodidae, phân họ Aleyrodinae.
Aleurocanthus leptadeniae được Cohic miêu tả khoa học đầu tiên năm 1968.